# 秋元康
秋元康（日语：／ Akimoto Yasushi；1958年5月2日—）是日本演藝幕後工作者，東京都目黑區出身，身兼放送作家（節目企劃）、作詞家、編劇、作家、藝人企劃製作、導演、漫畫原作者等身分，本人則以「作詞家」自稱。除了是AKB48集團、坂道系列等偶像團體系列的總製作人之外，同時是日本電影導演協會會員、2020東京奧組委理事、代代木動畫學院名譽校長兼總製作人，也是賽馬持有人，過往曾任京都造形藝術大學副校長兼藝術學部教授、日本放送作家協會理事長。其妻為前小貓俱樂部成員高井麻巳子。所屬經紀公司為自己創立的「秋元康事務所」，並自任非執行董事。
秋元康最初從事電視節目企劃而踏入演藝圈，以流行歌曲作詞與藝人企劃製作為人所知，並先後創立小貓俱樂部、AKB48、SKE48、SDN48、NMB48、乃木坂46、HKT48、JKT48、SNH48、NGT48、櫻坂46（原櫸坂46）、22/7、STU48、AKB48 Team TP、AKB48 Team SH、日向坂46、DEL48、我想看見的藍天等偶像團體。2013年2月28日，由秋元康作詞的音樂作品銷售張數達6859.1萬張，超越阿久悠的6831.9万张记录，成为日本销量第一的作词家。2015年12月9日，單曲作詞總銷量已突破一億張。

## 經歷

### 成為放送作家
1973年冬天，就讀於中央大學附屬高等學校2年級時，因為無法專心準備考試，無意間聽到日本放送的節目《中野光雄的腿二日大進撃!》，自認「這種程度的我也可以寫」，於是在準備考試用的筆記本上，寫下20幾頁以「中野」作為主角的平家物語，然後在同學的推薦之下將筆記送到了日本放送。其才能吸引了當時任職日本放送的龜渕昭信以及大橋巨泉事務所放送作家團之一的奥山侊伸。秋元受邀到日本放送參觀後成為了奧山的弟子，並進入大橋巨泉事務所的放送作家團。當時為17歳的高中生的秋元便開始其放送作家的生涯，這也成為他進入娛樂業界的契機。
高中畢業後雖然進入中央大學文學部就讀，但仍然繼續放送作家的活動，因而幾乎都沒有去學校，單單只是保留一個學籍而已。最後，他決心一生繼續其放送作家生涯，自大學退學，當時他的收入已經達到一般上班族的4倍。

### 成為作詞家
秋元並不滿足於放送作家的身份，於1981年獲得了為THE ALFEE的單曲《驟雨》B面曲作詞的機會，並以此為契機，開始了作詞家的活動。接下來兩年，秋元為稻垣潤一的《Dramatic Rain》和長淵剛的《GOOD-BYE青春》作詞，逐漸獲得知名度。
1988年，秋元的自傳小説《永別了，賓士》（日語：さらば、メルセデス）出版，記載了他關於成為放送作家、作詞家的契機與逸話。同年，秋元康與當時已解散的小貓俱樂部成員高井麻巳子結婚，並秘密到美國紐約居住1年半，回國後在1989年為美空雲雀遺作《川流不息》作詞，成為日本音樂界的經典。

### 小貓俱樂部：踏入偶像製作領域
1985年，秋元康分別為隧道二人組和小泉今日子寫出了傳頌一時的《雨之西麻布》和《因為是偶像》的歌詞。同年，秋元企劃了日本民間收視頗高的綜藝節目《夕陽貓》，并在节目中组建了偶像团体小貓俱樂部。1986年，小貓俱樂部取得空前成功，發行的30首单曲佔據了Oricon公信榜全年52週中的36週榜首，秋元亦因此致富，於翌年的高額納稅者公示制度中名列第16位，納稅額高達1億61萬日圓。然而由於秋元康與合作夥伴後藤次利不和，加上醜聞不斷和成員不和，小貓俱樂部在短短兩年後，即1987年就宣布解散。

### 事業多元化
1991年，秋元首次擔任導演，其執導的第一齣電影是由松坂慶子和緒形拳主演的《再見，媽媽》。其後數年，秋元也開始製作電影作品，包括1992年的《曼哈頓之吻》、1997年的《你知道嗎!纏頭巾》和《愛情和煙火和摩天輪》等，同時也投入於寫作之中，寫出了《OH!我的海带》、《魔法小歌王》、《將結婚的你》和《對呀，永別了》等作品，部分作品更被改編為電視劇和電視動畫。至於其著作小說《鬼來電》亦被改編成三部電影、電視劇及漫畫版本，其後電影的第一部更被翻拍成美國電影《遺言信箱》（英語：One Missed Call）。作为其主业的作词活动也没有中断，更参加了一些音乐团体的制作，如野猿、猿岩石等。

### 成立AKB48：從無名走向成功
2005年7月，秋元康在東京秋葉原籌辦了「秋葉原48項目」第一期成員募集，並成立了女子偶像團體AKB48，擔任團體總製作人。團體成立初期反應不佳，首次公演只有7名觀眾。到了翌年2月4日，能夠容納250位觀眾的劇場才首次滿座，在此前更曾經面對財政困難，直至2009年第14張單曲《RIVER》首次獲得Oricon週榜第1位，AKB48的發展才開始踏上軌道。秋元康亦在其後分別於名古屋、大阪等地開辦SKE48、NMB48等姐妹團，形成人數龐大的「AKB48集團」，藉由單曲選拔、演唱會、選拔總選舉等活動企劃，構成各姐妹團之間緊密的共生關係。
在秋元康的親身監督和籌劃之下，AKB48從2006年出道的第一張單曲《櫻花的花瓣們》到2013年的第31張單曲《再見自由式》，單曲銷量於5年間提高了近42倍，並在2011及2012年連續2年壟斷日本Oricon年度銷量單曲榜Top 5，當中2012年的夏天單曲《仲夏的Sounds good!》更獲日本唱片協會認證為二百萬唱片，是自SMAP 2003年的单曲《世界上唯一的花》之後的首張二百萬認證單曲，AKB48亦憑這首歌第2次獲得了日本唱片大獎。2013年，秋元康的AKB48繼續打破多項紀錄，《再見自由式》再次打破了《仲夏的Sounds good!》所創下的紀錄，發售的首日創下145萬張的新紀錄，至2013年6月1日銷量突破185.7萬張，成為日本女性音樂團體銷量最高的單曲。2013年5月22日，AKB48日本單曲銷量突破2185萬張，超越濱崎步成為日本史上單曲最高銷量的女歌唱藝人，並在2014年2月再次突破3000萬張。2013年10月30日，AKB48單曲《真心電流》成為連續第14張销量破百萬的單曲（通算第15张），打破B'z的13張記錄。秋元康透過為AKB48舉辦握手會及「選拔總選舉」等營銷手法令作品銷量及人氣蒸蒸日上，被認爲是在日本低迷經濟中的一種「奇蹟」。秋元康也憑著AKB48的歌曲連續兩年獨佔了JASRAC獎的金銀銅獎，在此之前只有小室哲哉曾經三獎獨佔，而且從未有人能夠連續兩年獨佔頭三。
秋元康在一次訪問中提到，AKB48與韓國組合的分別在於「那些組合是在經過嚴格篩選和訓練後才會出來表演，而且每個人的臉都『一樣精緻』，日本團體根本無法與她們抗衡；但AKB48的成員則是未經打磨的，各有特色與個性，歌迷可以看著她們一步一步地成長。」他在訪問中也提到，AKB48的成功源自一種「緊抓住你，不會放手」的感覺：「當時初次公演，劇場裡只有7個觀眾，但是我一點都不擔憂，我只想知道那7個人到底喜不喜歡這場表演。如果他們喜歡的話，那觀眾人數一定會增加。AKB48與其他藝人的分別就在於此：就像支持一隊欖球隊一樣，歌迷可以在看著喜歡的成員在唱歌和跳舞上進步；歌迷可以參與在內，如同成為了製作團隊的一部分... 那種歸屬感就是令AKB48變得有趣的地方。」至於創立AKB48的原因，他說「小孩每天都會對新奇的事物感到驚訝，但是隨著我們長大成人，身邊的事物將再不能夠帶來驚喜。我所做的就是嘗試創造新奇的事物出來，然後讓所有人都能夠像小孩般再次獲得驚喜和樂趣。」

### 製作人事業的開枝散葉
秋元在製作48系的音樂作品之餘，仍持續音樂作詞等其他的事業。2008年11月30日，秋元憑JERO的《海雪》獲得了第41屆日本作詩大賞。此外，秋元在2005年4月就任京都造形藝術大學藝術學部教授，並在2007年4月1日起擔任該校副校長。2013年，TV Man Union製作了一套記錄秋元與AKB48團隊合作以及製作單曲《So long!》過程的紀錄片《貼身！秋元2160小時~娛樂界是沒有睡眠的~》（密着！秋元2160時間　～エンターテインメントは眠らない～），片長兩小時，在同年2月於NHK BS Premium播出。2014年，秋元先後在1月4日和3月14日獲委任為朝日新闻出版社的杂志《Aera》的特别编辑和2020年东京奥运组委会理事之一。2016年10月，獲NHK邀請、為2017年度NHK全國學校音樂比賽中的「中學校組別」創作指定曲目，並由AKB48擔任演唱。
除了AKB48集團之外，秋元也繼續創立了多個偶像團體。2011年，秋元與日本索尼音樂合作，創立以「AKB48的官方對手」為號召的乃木坂46，此後又在2015年派生出櫸坂46（2020年更名為櫻坂46）、2016年派生出櫸坂46子團「平假名櫸坂46」（2019年獨立並更名為日向坂46），形成在風格與團體架構上均與AKB48集團有別的「坂道系列」（坂道シリーズ），經過多年耕耘，無論在人氣或唱片銷量上均不亞於AKB48。2016年，秋元再與日本索尼音樂合作，成立了結合實體聲優與虛擬動畫角色的「2.5次元虛擬聲優偶像」團體企劃「22/7」。2017年8月，秋元在朝日電視台製作偶像選秀節目《最後的偶像》，並在該節目的第一季結束時，將參賽者組成大型偶像企劃「最後的偶像家族」（ラストアイドルファミリー），該企劃由1個主流團體、4個次級團體所構成，並開業界之先與其他音樂製作人共同打造。2018年2月，秋元與以培育搞笑藝人著稱的吉本興業合作，以「坂道系列第三彈」的名義宣布成立大型偶像企劃「吉本坂46」，該團體係以吉本興業旗下藝人為招募對象，且性別及年齡不拘。

## 荣誉

### 日本勋章奖章
- 紫绶褒章（2022年4月29日公布[29]）

### 获奖
- 2008年11月30日憑JERO的《海雪》獲得了第41屆日本作詩大賞
- 2011 年度日本唱片大獎作詞獎：飛翔入手（AKB48）
- 2012 年度日本唱片大獎作詞獎：仲夏的Sounds good!（AKB48）
- 2012 年度日本唱片大獎作詞家

## 參與作品

### 排行榜冠軍單曲
下表主要收錄由秋元康填詞，於Oricon週榜獲得第一名的單曲作品（其他填詞作品請詳見各專輯條目）。
★是小貓俱樂部以及相關作品（含衍生組合、獨唱）
☆是AKB48集團以及相關作品（含衍生組合、獨唱）
◇是坂道系列以及相關作品（含衍生組合、獨唱）
| №   | 發售日         | 曲名                    | 中文譯名 | 演出者                 | 累積銷量（張）      | 註 |
| --- | -------------- | ----------------------- | --- | ---------------------- | ------------------- | -- |
| 1   | 1985年02月27日 |                         | 畢業-GRADUATION- | 菊池桃子               | 394,000             |    |
| 2   | 1985年05月15日 |                         | 男孩的話題 | 菊池桃子               | 341,000             |    |
| 3   | 1985年11月21日 |                         | 因為是偶像 | 小泉今日子             | 284,000             |    |
| 4   | 1986年01月01日 |                         | 冬天的歌劇望遠鏡 | 新田惠利               | 320,160             | ★  |
| 5   | 1986年01月21日 |                         | 香蕉的眼淚 | 背后指责组             | 309,660             | ★  |
| 6   | 1986年02月21日 |                         | 再見 | 小貓俱樂部             | 281,210             | ★  |
| 7   | 1986年03月01日 |                         | 季节末之恋 | 吉澤秋繪               | 279,640             | ★  |
| 8   | 1986年03月21日 |                         | 藍色車站 | 河合園子               | 340,780             | ★  |
| 9   | 1986年04月01日 |                         | 我是里歌 | 小貓Giras              | 177,240             | ★  |
| 10  | 1986年04月01日 |                         | 不会解开恋之Rope | 新田惠利               | 283,850             | ★  |
| 11  | 1986年04月21日 |                         | 且慢CHIKAN! | 小貓俱樂部             | 205,890             | ★  |
| 12  | 1986年05月02日 |                         | 象先生的编织 | 背后指责组             | 230,540             | ★  |
| 13  | 1986年05月10日 |                         | 不能等到夏天 | 國生小百合             | 253,550             | ★  |
| 14  | 1986年05月21日 |                         | 風的Invitation | 福永惠規               | 175,700             | ★  |
| 15  | 1986年06月11日 |                         | 紫陽花之橋 | 城之内早苗             | 154,550             | ★  |
| 16  | 1986年06月21日 |                         | 你知還能有什麼是你自己 | 小貓Giras              | 100,260             | ★  |
| 17  | 1986年07月02日 |                         | 再會的迷宮 | 河合園子               | 168,040             | ★  |
| 18  | 1986年07月16日 |                         | 向瞳孔承諾 | 渡邊美奈代             | 202,270             | ★  |
| 19  | 1986年07月21日 |                         | 先失禮 | 小貓俱樂部             | 160,180             | ★  |
| 20  | 1986年08月01日 |                         | 像不思議的戲法般 | 新田惠利               | 193,830             | ★  |
| 21  | 1986年08月14日 |                         | Noble red的瞬間 | 国生小百合             | 182,580             | ★  |
| 22  | 1986年08月27日 |                         | 海邊的「・・・・・」 | 背后指责组             | 232,490             | ★  |
| 23  | 1986年09月10日 |                         | 鏡中的我 | 吉澤秋繪               | 121,050             | ★  |
| 24  | 1986年10月08日 |                         | 深呼吸 | 渡邊滿里奈             | 170,540             | ★  |
| 25  | 1986年10月15日 |                         | 雪中的歸路 | 渡邊美奈代             | 165,550             | ★  |
| 26  | 1986年10月22日 |                         | 止住悲哀的夜 | 河合園子               | 127,860             | ★  |
| 27  | 1986年11月01日 |                         | 戀愛是問題 | 小貓俱樂部             | 123,170             | ★  |
| 28  | 1986年11月23日 |                         | 有技術! | 背后指责组             | 151,360             | ★  |
| 29  | 1986年12月03日 |                         | 那個夏天的Motorcycle | 国生小百合             | 108,940             | ★  |
| 30  | 1987年01月01日 |                         | 大白兔來的訊息 | 渡邊滿里奈             | 174,380             | ★  |
| 31  | 1987年01月15日 | TOO ADULT               | TOO ADULT | 渡邊美奈代             | 151,460             | ★  |
| 32  | 1987年01月21日 |                         | NO MORE 假裝戀愛 | 小貓俱樂部             | 117,800             | ★  |
| 33  | 1987年02月21日 |                         | KASHIKO | 背后指责组             | 112,610             | ★  |
| 34  | 1987年04月08日 |                         | 濱海之夏 | 渡邊滿里奈             | 113,740             | ★  |
| 35  | 1987年04月15日 |                         | PINK之CHAO | 渡邊美奈代             | 127,310             | ★  |
| 36  | 1987年05月07日 |                         | 超越時間的長河 | 挽髮組                 | 114,170             | ★  |
| 37  | 1987年05月21日 |                         | 森巴蝸牛 | 小貓俱樂部             | 72,000              | ★  |
| 38  | 1987年08月31日 |                         | 禁斷的心電感應 | 工藤靜香               | 145,920             | ★  |
| 39  | 1987年10月21日 |                         | 不要讓接吻停止 | 小泉今日子             | 126,000             |    |
| 40  | 1992年01月24日 |                         | 響尾蛇來了 | 隧道二人組             | 1,408,720           |    |
| 41  | 1992年07月03日 |                         | 致最偉大的人 | 隧道二人組             | 605,970             |    |
| 42  | 1992年10月28日 |                         | 聖誕頌歌的時候呢 | 稻垣潤一               | 1,460,000           |    |
| 43  | 1993年01月28日 |                         | GAJAIMO | 隧道二人組             | 734,110             |    |
| 44  | 2005年12月21日 | SNOW! SNOW! SNOW!       | SNOW! SNOW! SNOW! | KinKi Kids             | 317,397             |    |
| 45  | 2009年10月21日 | RIVER                   | RIVER | AKB48                  | 260,553             | ☆  |
| 46  | 2010年02月17日 |                         | 櫻花印記 | AKB48                  | 404,696             | ☆  |
| 47  | 2010年03月17日 |                         | 鬼臉橋 | 走廊奔跑隊             | 34,296              | ☆  |
| 48  | 2010年05月26日 |                         | 馬尾與髮圈 | AKB48                  | 740,291             | ☆  |
| 49  | 2010年07月21日 |                         | 心之羽根 | Team Dragon from AKB48 | 146,160             | ☆  |
| 50  | 2010年08月18日 |                         | 無限重播 | AKB48                  | 880,761             | ☆  |
| 51  | 2010年10月27日 | Beginner                | Beginner | AKB48                  | 1,039,362           | ☆  |
| 52  | 2010年12月08日 |                         | 機會的順序 | AKB48                  | 694,042             | ☆  |
| 53  | 2011年02月16日 |                         | 變成櫻花樹 | AKB48                  | 1,081,686           | ☆  |
| 54  | 2011年03月09日 |                         | 萬歲Venus | SKE48                  | 275,189             | ☆  |
| 55  | 2011年03月16日 |                         | 週末Not yet | Not yet                | 247,981             | ☆  |
| 56  | 2011年05月25日 |                         | Everyday、髮箍 | AKB48                  | 1,608,299           | ☆  |
| 57  | 2011年06月22日 | Flower                  | Flower | 前田敦子               | 213,787             | ☆  |
| 58  | 2011年07月06日 |                         | 破浪刨冰 | Not yet                | 208,504             | ☆  |
| 59  | 2011年07月13日 |                         | 突然間 | 板野友美               | 125,783             | ☆  |
| 60  | 2011年07月20日 |                         | 絕滅黑髮少女 | NMB48                  | 267,810             | ☆  |
| 61  | 2011年07月27日 |                         | 翡翠色的沙灘裙 | SKE48                  | 480,916             | ☆  |
| 62  | 2011年08月24日 |                         | 飛翔入手 | AKB48                  | 1,625,849           | ☆  |
| 63  | 2011年10月19日 |                         | Oh My God! | NMB48                  | 325,784             | ☆  |
| 64  | 2011年10月26日 |                         | 風正在吹 | AKB48                  | 1,457,113           | ☆  |
| 65  | 2011年11月09日 |                         | Okey Dokey | SKE48                  | 474,970             | ☆  |
| 66  | 2011年11月22日 |                         | 最初的Mail | French Kiss            | 154,223             | ☆  |
| 67  | 2011年12月07日 |                         | 崇尚麻里子 | AKB48                  | 1,304,903           | ☆  |
| 68  | 2012年01月11日 |                         | 不一樣的石頭 | KinKi Kids             | 147,508             |    |
| 69  | 2012年01月25日 |                         | 單戀Finally | SKE48                  | 592,947             | ☆  |
| 70  | 2012年02月08日 |                         | 純情U-19 | NMB48                  | 376,563             | ☆  |
| 71  | 2012年02月15日 | GIVE ME FIVE!           | GIVE ME FIVE! | AKB48                  | 1,436,519           | ☆  |
| 72  | 2012年05月02日 |                         | 來吧香波 | 乃木坂46               | 224,536             | ◇  |
| 73  | 2012年05月16日 |                         | I love you 我愛你! | SKE48                  | 581,874             | ☆  |
| 74  | 2012年05月23日 |                         | 仲夏的Sounds good! | AKB48                  | 1,822,220           | ☆  |
| 75  | 2012年05月30日 |                         | 西瓜BABY | Not yet                | 171,574             | ☆  |
| 76  | 2012年08月08日 |                         | Virginity | NMB48                  | 396,543             | ☆  |
| 77  | 2012年08月22日 |                         | 衝吧！Bicycle | 乃木坂46               | 244,180             | ◇  |
| 78  | 2012年08月29日 |                         | 格子花紋 | AKB48                  | 1,316,240           | ☆  |
| 79  | 2012年09月19日 |                         | 即使接吻也是左撇子 | SKE48                  | 598,011             | ☆  |
| 80  | 2012年10月17日 |                         | 懦弱的化妝舞會 | 指原莉乃 with 杏李玲   | 85,798              | ☆  |
| 81  | 2012年10月31日 | UZA                     | UZA | AKB48                  | 1,262,707           | ☆  |
| 82  | 2012年11月07日 |                         | 北川謙二 | NMB48                  | 410,269             | ☆  |
| 83  | 2012年11月21日 |                         | 發光體 | 渡邊麻友               | 122,381             | ☆  |
| 84  | 2012年12月05日 |                         | 永遠的壓力 | AKB48                  | 1,206,054           | ☆  |
| 85  | 2012年12月19日 |                         | 制服模特兒 | 乃木坂46               | 311,018             | ◇  |
| 86  | 2013年01月30日 |                         | 巧克力的奴隸 | SKE48                  | 671,623             | ☆  |
| 87  | 2013年02月20日 | So long !               | So long ! | AKB48                  | 1,132,853           | ☆  |
| 88  | 2013年03月13日 |                         | 你就是希望 | 乃木坂46               | 314,622             | ◇  |
| 89  | 2013年03月20日 |                         | 喜歡！喜歡！小跳步！ | HKT48                  | 291,876             | ☆  |
| 90  | 2013年05月22日 |                         | 再見自由式 | AKB48                  | 1,955,800           | ☆  |
| 91  | 2013年06月19日 |                         | 我們的發現 | NMB48                  | 558,892             | ☆  |
| 92  | 2013年07月03日 |                         | 女生規則 | 乃木坂46               | 458,237             | ◇  |
| 93  | 2013年07月17日 |                         | 美麗的閃電 | SKE48                  | 661,557             | ☆  |
| 94  | 2013年08月21日 |                         | 戀愛的幸運餅乾 | AKB48                  | 1,547,533           | ☆  |
| 95  | 2013年09月04日 |                         | 蜜瓜汁 | HKT48                  | 306,014             | ☆  |
| 96  | 2013年09月25日 |                         | 刺痛的花 | Not yet                | 127,855             | ☆  |
| 97  | 2013年10月02日 |                         | 大蔥鴨們 | NMB48                  | 509,210             | ☆  |
| 98  | 2013年10月30日 |                         | 真心電流 | AKB48                  | 1,293,498           | ☆  |
| 99  | 2013年11月20日 |                         | 贊成卡哇伊！ | SKE48                  | 569,011             | ☆  |
| 100 | 2013年11月27日 |                         | 髮夾 | 乃木坂46               | 515,965             | ◇  |
| 101 | 2013年12月11日 |                         | 倘若在梧桐樹的路上對你說 「我夢見了你的微笑」 之後我們的關係會有什麼樣的變化呢、 我兀自持續想了好多天 最後有點難為情地得到了一個結論 | AKB48                  | 1,086,491           | ☆  |
| 102 | 2014年01月08日 |                         | 鞆之浦的愛慕之情 | 岩佐美咲               | 22,721              | ☆  |
| 103 | 2014年02月26日 |                         | 勇往直前 | AKB48                  | 1,153,906           | ☆  |
| 104 | 2014年03月12日 |                         | 櫻花，大家一起來品嚐 | HKT48                  | 327,815             | ☆  |
| 105 | 2014年03月19日 |                         | 未來是什麼？ | SKE48                  | 503,917             | ☆  |
| 106 | 2014年03月26日 |                         | 高山上的蘋果 | NMB48                  | 451,335             | ☆  |
| 107 | 2014年04月02日 |                         | 覺察已是單相思 | 乃木坂46               | 546,832             | ◇  |
| 108 | 2014年05月21日 |                         | 拉布拉多獵犬 | AKB48                  | 1,787,367           | ☆  |
| 109 | 2014年07月09日 |                         | 夏天的Free&Easy | 乃木坂46               | 526,564             | ◇  |
| 110 | 2014年07月30日 |                         | 笨拙的太陽 | SKE48                  | 464,116             | ☆  |
| 111 | 2014年08月27日 |                         | 心意告示牌 | AKB48                  | 1,061,976           | ☆  |
| 112 | 2014年09月24日 |                         | 有所保留的我愛你！ | HKT48                  | 318,533             | ☆  |
| 113 | 2014年10月08日 |                         | 第幾次的藍天？ | 乃木坂46               | 619,803             | ◇  |
| 114 | 2014年10月08日 |                         | 真不像我 | NMB48                  | 499,458             | ☆  |
| 115 | 2014年11月26日 |                         | 希望無限 | AKB48                  | 1,199,429           | ☆  |
| 116 | 2014年12月10日 |                         | 12月的袋鼠 | SKE48                  | 452,543             | ☆  |
| 117 | 2015年03月04日 | Green Flash             | Green Flash | AKB48                  | 1,045,492           | ☆  |
| 118 | 2015年03月18日 |                         | 生命如此美好 | 乃木坂46               | 622,248             | ◇  |
| 119 | 2015年03月31日 |                         | 風情萬種塞車中 | SKE48                  | 702,299             | ☆  |
| 120 | 2015年04月29日 |                         | 12秒 | HKT48                  | 337,237             | ☆  |
| 121 | 2015年05月27日 |                         | 我們不戰鬥 | AKB48                  | 1,782,897           | ☆  |
| 122 | 2015年07月15日 |                         | 榴槤少年 | NMB48                  | 449,148             | ☆  |
| 123 | 2015年07月22日 |                         | 太陽敲敲門 | 乃木坂46               | 680,132             | ◇  |
| 124 | 2015年08月12日 |                         | 向前衝 | SKE48                  | 461,604             | ☆  |
| 125 | 2015年08月26日 |                         | Halloween Night | AKB48                  | 1,331,249           | ☆  |
| 126 | 2015年10月07日 | Must be now             | Must be now | NMB48                  | 418,060             | ☆  |
| 127 | 2015年10月28日 |                         | 此刻，想說話的對象 | 乃木坂46               | 741,397             | ◇  |
| 128 | 2015年11月18日 |                         | 若懷抱夢想有時也會受傷 | KinKi Kids             | 173,634             |    |
| 129 | 2015年11月25日 |                         | 吵死了！ | HKT48 feat.氣志團      | 345,413             | ☆  |
| 130 | 2015年12月09日 |                         | 紅唇Be My Baby | AKB48                  | 1,093,559           | ☆  |
| 131 | 2016年03月09日 |                         | 你就是旋律 | AKB48                  | 1,296,593           | ☆  |
| 132 | 2016年03月23日 |                         | 當春紫苑盛開時 | 乃木坂46               | 834,797             | ◇  |
| 133 | 2016年03月30日 |                         | 膽小鬼LINE | SKE48                  | 365,328             | ☆  |
| 134 | 2016年04月06日 |                         | 沉默的多數 | 櫸坂46                 | 449,201             | ◇  |
| 135 | 2016年04月13日 |                         | 給74億分之1的你 | HKT48                  | 305,137             | ☆  |
| 136 | 2016年04月27日 |                         | 轻咬少女 | NMB48                  | 296,753             | ☆  |
| 137 | 2016年06月01日 |                         | 不需要翅膀 | AKB48                  | 1,519,387           | ☆  |
| 138 | 2016年07月27日 |                         | 赤脚Summer | 乃木坂46               | 866,648             | ◇  |
| 139 | 2016年08月03日 |                         | 我不在 | NMB48                  | 363,583             | ☆  |
| 140 | 2016年08月10日 |                         | 世界上只有爱 | 櫸坂46                 | 454,455             | ◇  |
| 141 | 2016年08月17日 |                         | 金的爱，银的爱 | SKE48                  | 327,598             | ☆  |
| 142 | 2016年08月31日 |                         | LOVE TRIP/分享幸福 | AKB48                  | 1,217,750           | ☆  |
| 143 | 2016年09月07日 |                         | 最棒了唷 | HKT48                  | 345,267             | ☆  |
| 144 | 2016年11月09日 |                         | 再见的意义 | 乃木坂46               | 982,556             | ◇  |
| 145 | 2016年11月16日 |                         | High Tension | AKB48                  | 1,222,461           | ☆  |
| 146 | 2016年11月30日 |                         | 两人季节 | 櫸坂46                 | 619,381             | ◇  |
| 147 | 2016年12月28日 |                         | 除我以外 | NMB48                  | 321,458             | ☆  |
| 148 | 2017年02月15日 |                         | BUG也无妨 | HKT48                  | 274,545             | ☆  |
| 149 | 2017年03月15日 |                         | Shoot Sign | AKB48                  | 1,086,412           | ☆  |
| 150 | 2017年03月22日 |                         | 大影響家 | 乃木坂46               | 1,048,966           | ◇  |
| 151 | 2017年04月05日 |                         | 不協和音 | 櫸坂46                 | 797,914（累計中）   | ☆  |
| 152 | 2017年04月12日 |                         | 青春时钟 | NGT48                  | 208,247             | ☆  |
| 153 | 2017年05月31日 |                         | 空有愿望 | AKB48                  | 1,392,231           | ☆  |
| 154 | 2017年07月19日 |                         | 意外是芒果 | SKE48                  | 341,836             | ☆  |
| 155 | 2017年08月02日 |                         | 接吻真的只能慢慢来吗？ | HKT48                  | 260,757             | ☆  |
| 156 | 2017年08月09日 |                         | 蜃景 | 乃木坂46               | 1,066,674           | ◇  |
| 157 | 2017年08月30日 |                         | #就是喜欢你 | AKB48                  | 1,129,165           | ☆  |
| 158 | 2017年10月11日 |                         | 及时行事 | 乃木坂46               | 1,106,788           | ◇  |
| 159 | 2017年10月25日 |                         | 就算风吹 | 櫸坂46                 | 839,693（累計中）   | ◇  |
| 160 | 2017年11月22日 |                         | 11月的脚链 | AKB48                  | 1,129,524           | ☆  |
| 161 | 2017年12月27日 |                         | 呵呵人类 | NMB48                  | 338,133             | ☆  |
| 162 | 2018年01月10日 |                         | 无意识的色彩 | SKE48                  | 386,683             | ☆  |
| 163 | 2018年01月31日 |                         | 暗闇 | STU48                  | 186,276             | ☆  |
| 164 | 2018年03月07日 |                         | 打破玻璃！ | 櫸坂46                 | 1,087,527（累計中） | ◇  |
| 165 | 2018年03月14日 |                         | Ja-Ba-Ja | AKB48                  | 1,172,399           | ☆  |
| 166 | 2018年04月04日 |                         | 欲望者 | NMB48                  | 271,856             | ☆  |
| 167 | 2018年04月11日 |                         | 春天哪里来？ | NGT48                  | 165,917             | ☆  |
| 168 | 2018年04月25日 |                         | 同步巧合 | 乃木坂46               | 1,314,201（累計中） | ☆  |
| 169 | 2018年05月02日 |                         | 快进的日历 | HKT48                  | 272,811             | ☆  |
| 170 | 2018年05月30日 | Teacher Teacher         | Teacher Teacher | AKB48                  | 1,820,962           | ☆  |
| 171 | 2018年07月04日 |                         | 突如其来Punchline | SKE48                  | 390,770             | ☆  |
| 172 | 2018年08月08日 |                         | 以自我为中心！ | 乃木坂46               | 1,328,667（累計中） | ◇  |
| 173 | 2018年08月15日 |                         | 矛盾心理 | 櫸坂46                 | 1,004,524（累計中） | ◇  |
| 174 | 2018年09月19日 |                         | 感伤列车 | AKB48                  | 1,476,462           | ☆  |
| 175 | 2018年10月17日 |                         | 即使是我也會哭泣的啊 | NMB48                  | 347,928             | ☆  |
| 176 | 2018年11月14日 |                         | 想繞遠路回家 | 乃木坂46               | 1,361,627（累計中） | ◇  |
| 177 | 2018年11月28日 | NO WAY MAN              | NO WAY MAN | AKB48                  | 1,228,345（累計中） | ☆  |
| 178 | 2018年12月12日 | Stand by you            | Stand by you | SKE48                  | 368,042（累計中）   | ☆  |
| 179 | 2019年02月13日 |                         | 等待微風 | STU48                  | 303,764（累計中）   | ☆  |
| 180 | 2019年02月20日 |                         | 在壁龕上端坐的女生 | NMB48                  | 249,849（累計中）   | ☆  |
| 181 | 2019年02月27日 |                         | 黑羊 | 櫸坂46                 | 881,223（累計中）   | ◇  |
| 182 | 2019年03月13日 |                         | 回忆上心头DAYS | AKB48                  | 1,275,173（累計中） | ☆  |
| 183 | 2019年03月27日 |                         | 心动了 | 日向坂46               | 526,278（累計中）   | ◇  |
| 184 | 2019年04月10日 |                         | 意志 | HKT48                  | 193,459（累計中）   | ☆  |
| 185 | 2019年04月17日 |                         | 大人Survivor | 最後的偶像             |                     |    |
| 186 | 2019年05月29日 | Sing Out!               | Sing Out! | 乃木坂46               |                     | ◇  |
| 187 | 2019年06月26日 | Buenos Aires            | 布宜諾斯艾利斯 | IZ*ONE                 |                     | ☆  |
| 188 | 2019年07月17日 |                         | Do Re Mi Sol La Si Do | 日向坂46               |                     | ◇  |
| 189 | 2019年07月24日 | FRUSTRATION             | FRUSTRATION | SKE48                  |                     | ☆  |
| 190 | 2019年07月31日 |                         | 最喜歡的人 | STU48                  |                     | ☆  |
| 191 | 2019年08月14日 |                         | 回母校吧！ | NMB48                  |                     | ☆  |
| 192 | 2019年09月04日 |                         | 黎明來臨前無須逞強 | 乃木坂46               |                     | ◇  |
| 193 | 2019年09月18日 |                         | 持續愛你 | AKB48                  |                     | ☆  |
| 194 | 2019年09月25日 | Vampire                 | Vampire | IZ*ONE                 |                     | ☆  |
| 195 | 2019年10月02日 |                         | 如此喜歡你可以嗎？ | 日向坂46               |                     | ◇  |
| 196 | 2019年11月06日 |                         | 初戀至上主義 | NMB48                  |                     | ☆  |
| 197 | 2020年01月15日 |                         | 也是有這樣的對吧？ | SKE48                  |                     | ☆  |
| 198 | 2020年01月29日 |                         | 無謀的夢想永不醒來 | STU48                  |                     | ☆  |
| 199 | 2020年02月19日 |                         | 才沒這回事呢 | 日向坂46               |                     | ◇  |
| 200 | 2020年03月18日 |                         | 感謝失戀 | AKB48                  |                     | ☆  |
| 201 | 2020年03月25日 |                         | 幸福的保護色 | 乃木坂46               |                     | ◇  |
| 202 | 2020年04月25日 |                         | 知道愛 | 最後的偶像             |                     |    |
| 203 | 2020年04月22日 | 3-2                     | 3-2 | HKT48                  |                     | ☆  |
| 204 | 2020年09月02日 |                         | 谈个能够回忆的恋爱吧 | STU48                  |                     | ☆  |
| 205 | 2020年11月18日 |                         | 戀愛之類的No Thank You! | NMB48                  |                     | ☆  |
| 206 | 2020年12月09日 | Nobody's fault          | Nobody's fault | 樱坂46                 |                     | ◇  |
| 207 | 2021年01月27日 |                         | 我會喜歡上自己的 | 乃木坂46               |                     | ◇  |
| 208 | 2021年02月03日 |                         | 坠入爱河Flag | SKE48                  |                     | ☆  |
| 209 | 2021年04月14日 | BAN                     | BAN | 樱坂46                 |                     | ◇  |
| 210 | 2021年05月26日 |                         | 只有你最强 | 日向坂46               |                     | ◇  |
| 211 | 2021年06月09日 |                         | 對不起Fingers crossed | 乃木坂46               |                     | ◇  |
| 212 | 2021年09月01日 |                         | 找到了那时候的你 | SKE48                  |                     | ☆  |
| 213 | 2021年09月22日 |                         | 被你骂了 | 乃木坂46               |                     | ◇  |
| 214 | 2021年09月29日 |                         | 一切都成Rumor | AKB48                  |                     | ☆  |
| 215 | 2021年10月13日 |                         | 流弹 | 櫻坂46                 |                     | ◇  |
| 216 | 2021年10月20日 |                         | 小孬孬們啊 | STU48                  |                     | ☆  |
| 217 | 2021年10月27日 |                         | 话说 | 日向坂46               |                     | ◇  |
| 218 | 2022年02月23日 |                         | 在恋與愛之間 | NMB48                  |                     | ☆  |
| 219 | 2022年03月09日 |                         | 心中的Flower | SKE48                  |                     | ☆  |
| 220 | 2022年03月23日 | Actually…               | Actually… | 乃木坂46               |                     | ◇  |
| 221 | 2022年04月06日 |                         | 五月雨啊 | 櫻坂46                 |                     | ◇  |
| 222 | 2022年05月18日 |                         | 是前男友 | AKB48                  |                     | ☆  |
| 223 | 2022年06月01日 |                         | 我这种人 | 日向坂46               |                     | ◇  |
| 224 | 2022年06月22日 |                         | 沙灘涼鞋為何不見了? | HKT48                  |                     | ☆  |
| 225 | 2022年08月31日 |                         | 喜歡搖滾！ | 乃木坂46               |                     | ◇  |
| 226 | 2022年09月21日 |                         | 喜歡你的蟲 | NMB48                  |                     | ☆  |
| 227 | 2022年10月05日 |                         | 絕對Inspiration | SKE48                  |                     | ☆  |
| 228 | 2022年10月19日 |                         | 久违的Lip Gloss | AKB48                  |                     | ☆  |
| 229 | 2022年10月26日 |                         | 星月共舞的Midnight | 日向坂46               |                     | ◇  |
| 230 | 2022年12月07日 |                         | 不存在于此的事物 | 乃木坂46               |                     | ◇○ |
| 231 | 2022年12月28日 |                         | 候鳥看不見天空 | NGT48                  |                     | ☆  |
| 232 | 2023年02月15日 |                         | 樱月 | 櫻坂46                 |                     | ◇  |
| 233 | 2023年03月29日 |                         | 人们终将再度追梦 | 乃木坂46               |                     | ◇  |
| 234 | 2023年04月19日 | One choice              | One choice | 日向坂46               |                     | ◇  |
| 235 | 2023年04月26日 |                         | 无论如何都喜欢你 | AKB48                  |                     | ☆  |
| 236 | 2023年06月28日 | Start over!             | Start over! | 櫻坂46                 |                     | ◇  |
| 237 | 2023年07月05日 |                         | 深深爱上你了 | SKE48                  |                     | ☆  |
| 238 | 2023年07月26日 | Am I ready?             | Am I ready? | 日向坂46               |                     | ◇  |
| 239 | 2023年08月30日 |                         | 独自一人的天堂 | 乃木坂46               |                     | ◇  |
| 240 | 2023年09月27日 |                         | 如果不是偶像的话 | AKB48                  |                     | ☆  |
| 241 | 2023年10月04日 |                         | 渚最棒了! | NMB48                  |                     | ☆  |
| 242 | 2023年10月18日 |                         | 承認欲求 | 櫻坂46                 |                     | ◇  |
| 243 | 2023年11月15日 |                         | 你為什麼後悔? | STU48                  |                     | ☆  |
| 244 | 2023年12月06日 | Monopoly                | Monopoly | 乃木坂46               |                     | ◇  |
| 245 | 2024年02月21日 |                         | 想回到幾歲的時候？ | 櫻坂46                 |                     | ◇  |
| 246 | 2024年02月28日 |                         | 愛的Hologram | SKE48                  |                     | ☆  |
| 247 | 2024年03月13日 |                         | 美瞳Wink | AKB48                  |                     | ☆  |
| 248 | 2024年04月10日 |                         | 機會平等 | 乃木坂46               |                     | ◇  |
| 249 | 2024年05月08日 |                         | 你是蜜瓜 | 日向坂46               |                     | ◇  |
| 250 | 2024年07月17日 |                         | 戀愛卡住了 | AKB48                  |                     | ☆  |
| 251 | 2024年08月21日 |                         | 放纵日 | 乃木坂46               |                     | ◇  |
| 252 | 2024年09月18日 |                         | 绝对第六感 | 日向坂46               |                     | ◇  |
| 253 | 2024年10月02日 |                         | 告白心率 | SKE48                  |                     | ☆  |
| 254 | 2024年10月23日 | I want tomorrow to come | I want tomorrow to come | 櫻坂46                 |                     | ◇  |
| 255 | 2024年12月11日 |                         | 步道橋 | 乃木坂46               |                     | ◇  |

### 相關書籍
- 角川別冊（日语：月刊カドカワ） 總力特集 秋元康（對談及評論、2011年）
- AKB48的戰略！秋元康的經營策略術（AKB48の戦略! 秋元康の仕事術）（2013年1月25日）Ascom出版（日语：アスコム (出版社)）（ISBN 978-4776207627）

### 出版物
1980年代
- 35m/m的原稿用紙。（35m/mの原稿用紙，集英社，1988年）
- 大家，都是自私的人（みーんな、わがまま，角川文庫，1988年）
- 浴室的長頸鹿們—秋元康詩集（バスルームのキリンたち－秋元康詩集，雜誌屋，1988年）
- 永別了，奔馳（さらば、メルセデス，大眾社（日语：ポプラ社），1988年）
- 101個廢人（101人のクズたち，雜誌屋，1988年）

1990年代
- 我會談談戀愛的事情（恋について僕が話そう）（大和書房，1991年）
- 伙頭仔昆布（日语：OH!MYコンブ）（1991年連載於講談社）
- 魔法小歌王（日语：カラオケ戦士マイク次郎）（原作；1993年12月－1995年2月連載於講談社的DX BOMBOM（日语：デラックスボンボン））
- Rooms（富士電視台出版；1994年11月）
- 小红豆（講談社、原作；1995年）
- 守護天使莉莉佳（集英社、原作；1995年）

2000年代
- 原來如此，現在我明白了（なるほどね、そーゆーことか）（青春出版社；2003年）
- 鬼來電（2003年）－ 在2004至2006年被拍成電影《鬼來電》、《鬼來電2》和《鬼來電Final》，第一作也被翻拍成美國電影《遺言信箱（英语：One Missed Call (2008 film)）》
- 豪華的遺言（贅沢な遺言）（2004年）
- 象的背影（日语：象の背中）（產經新聞出版、扶桑社；2006年）
- ICE（原作、企劃；2007年5月25日－9月25日）

2010年代
- 瑪麗莫之花（日语：まりもの花 〜最強武闘派小学生伝説〜）（原作；2010年）

### 電影

#### 執導
- 《再見了，媽媽》（1991年）
- 《宛如河流》（2000年）

#### 企劃、製作
秋元康身為AKB48與其姊妹團體的製作人，也經常擔任由48集團成員以團體方式或個人身份參與演出的電視或電影作品之總製作人或企畫人。
- 鬼來電（原作、企劃；2004年）
- 鬼來電2（原作、企劃；2005年）
- 傳染歌（原作、企劃；2007年）
- AKB48 夢想起飛（企劃；2011年）
- 如果高校棒球女子經理讀了彼得·杜拉克（綜合製作；2011年）
- AKB48 永遠在一起（企劃；2012年1月27日）
- 劇場版 繆思之鏡〜My Pretty Doll〜（企劃、製作；2012年9月29日）
- 劇場版 私立馬鹿蘭高校（原作；2012年10月13日）
- AKB48 笑淚交織（企劃；2013年2月1日）
- 黑百合住宅區（企劃；2013年5月18日）
- 那些年，我們一起追的女孩（企劃；2018年）

### 監製節目

#### 日本電視台
AKB48相關
- AKB1時59分!（企劃協力；2008年1月24日－3月27日）
- AKB0時59分!（企劃協力；2008年4月7日－9月29日）
- AKB48神TV（企劃；已播出14季，2008年7月13日－）
- AKBINGO!（企劃協力；2008年10月1日－）
- AKB600sec.（企劃協力；2010年7月5日－29日）
- 來自櫻花的信 ～AKB48 各自的畢業故事～（企劃及劇本；2011年2月26日－3月6日）
- 原來如此！高校（企劃協力；2011年4月21日－2012年3月8日）
- 難波撫子（企劃協力；2011年7月12日－12月28日）
- SKE48的魔法廣播（企劃協力；2011年10月11日－12月27日）
- SKE48的魔法廣播2（企劃協力；2012年4月3日－2012年6月26日）
- 繆斯之鏡（企劃協力；2012年1月14日－2012年6月23日）
- 私立馬鹿蘭高校（原作；2012年4月14日－2012年6月30日）
- 真的假的（企劃協力；2012年4月20日－2013年2月8日）
- NMB48 藝人！（企劃製作；2012年7月3日－9月25日）
- 小惠會使用魔法嗎？（企劃製作；2012年7月7日－12月22日）
- HaKaTa百貨店（企劃製作；2012年10月7日－2013年3月30日）
- So long !（原作；2013年2月11日－2月13日）
- NMB48 藝人！！2（企劃製作；2013年4月3日－6月19日）
- 週六夜兒童機器（企劃製作；2013年4月13日－6月29日）
- 乃木坂46×HKT48 冠名節目對決！（企劃製作；2013年7月2日－9月18日）
- SKE48的炸蝦週五夜（企劃製作；2013年10月5日－12月21日）
- 小瓢蟲Chu!的讓全世界都迷上宣言！（企劃；2014年4月15日－7月8日）

隧道二人組相關
- 科拉!隧道二人組（日语：コラーッ!とんねるず）（構成；1985年7月7日－1989年3月26日）
- 隧道二人組的現場狂流!!（日语：とんねるずの生でダラダラいかせて!!）（監修；1991年10月16日－2001年3月14日）

其他
- 畢業-GRADUATION-（日语：卒業-GRADUATION- (テレビドラマ)）（企劃；1985年3月6日）
- 呼叫器戀情（日语：ポケベルが鳴らなくて）（企劃；1993年7月3日－9月25日）
- 將結婚的你（日语：そのうち結婚する君へ）（企劃、原作；1994年）
- 時尚的關係（日语：おしゃれカンケイ）（企劃；1994年7月3日－2005年3月27日）
- 還有明天（日语：明日があるさ (テレビドラマ)）（共著；2001年4月21日－6月30日）
- 輪到你了（原作、企劃；2019年）
- 真凶標籤（原作、企劃；2021年）

#### 富士電視台
AKB48相關
- AKB汽車社（企劃協力；2012年4月2日－9月22日）
- AKB自動車部（企劃協力；2012年4月28日－9月29日）
- 快餐咖啡店伊甸園（企劃；2012年10月21日－2013年3月24日）
- AKB映像中心（企劃製作；2013年4月22日－9月29日）
- 女子高警察（日语：女子高警察）（企劃協力；2013年10月27日－2014年3月17日）

隧道二人組相關
- 多虧了隧道二人組（日语：とんねるずのみなさんのおかげです）（構成；1986年11月11日－1997年3月）
- 隧道二人組的果汁對吧!!（日语：とんねるずの本汁でしょう!!）（顧問；1997年4月17日－6月19日）
- TUNNELS的託大家的福（構成；1997年6月26日－）

其他
- 打開吧！朋基基（日语：ひらけ!ポンキッキ）（構成；1973年4月2日 - 1993年9月30日）
- 蘋果屋（日语：アップルハウス）（構成；1980年10月4日 - 1981年3月28日）
- 夕陽貓貓（日语：夕やけニャンニャン）（構成；1985年4月1日－1987年8月31日）
- 冰封恐怖Show（フローズン・ホラー・ショー）（製作；1987年）
- 不合季節的海岸物語 (第1作)（日语：季節はずれの海岸物語 (第1作)）（監修；1988年1月1日）
- MJ -MUSIC JOURNAL-（日语：MJ -MUSIC JOURNAL-）（構成；1992年10月14日－1994年3月23日）
- V之炎（日语：Vの炎）（企劃；1995年10月9日－11月2日）
- 魔之懸疑劇場（日语：魔がサスペンス劇場）（企劃；2000年4月15日－9月23日）
- 椰子蟹的眨眼（日语：やしがにのウインク）（監修；2002年4月－9月）

#### 東京電視台
AKB48相關
- 週刊AKB（企劃；2009年7月10日－2012年11月30日）
- 欺詐偶像（企劃製作；2012年1月13日－2012年4月6日）
- AKB子兔道場（企劃；2012年12月7日－）
- 蜜愛莉諾柏木（企劃及劇本；2013年1月11日－3月29日）
- 指原之亂（日语：指原の乱）（企劃；2013年10月9日－）
- 水手服殭屍（監修；2014年4月19日－2014年7月18日）

其他
- 非常問答（日语：クイズ赤恥青恥）（企劃監修；1995年4月8日－2003年3月7日）
- 守護天使莉莉佳（原作；1995年7月7日－1996年3月29日）
- 聖誕之吻～在平安夜見到你吧（日语：クリスマスキス〜イブに逢いましょう）（企劃、監修；1995年10月14日－12月23日）
- 為了一定要滿足某人（日语：きっと誰かに逢うために）（企劃；1996年1月6日－3月23日）
- Cover吧!（日语：カヴァーしようよ!）（企劃監修；2002年4月8日 - 2003年3月31日）
- 青春高校3年C班（日语：青春高校3年C組）（企劃監修；2018年）
- 不顯眼的她（企劃、原作；2021年）
- 我才不會把女兒交給YouTuber!（企劃、原作；2022年）
- 吉祥寺魯蛇（企劃、原作；2022年）
- 紅色呼叫鈴（企劃、原作；2022年）

#### TBS電視台
AKB48相關
- 有吉AKB共和国（監修；2010年3月29日－）
- 解禁!(秘)故事 ～不知道的真相～（日语：解禁!(秘)ストーリー 〜知られざる真実〜）（監修；2010年10月19日－2011年3月1日）
- 雖然是個小指子〜這節目與AKB完全沒關係〜（日语：さしこのくせに〜この番組はAKBとは全く関係ありません〜）（企劃製作；2011年1月11日－2011年9月27日）
- YONPARA FUTURE GAME BATTLE（日语：ヨンパラ FUTUREゲームバトル）（企劃；2011年10月9日－2012年3月25日）
- HKT48的御出掛！（企劃；2013年1月25日－）

其他
- The Best Ten（構成；1978年1月19日－1989年9月28日）
- BELT問答Q&Q（日语：ベルトクイズQ&Q） 20分鐘時代（構成；1978年10月2日－1980年2月29日）
- PINTA（日语：びんた (テレビドラマ)）（監督；1990年1月9日－3月27日）
- 平安夜（日语：クリスマス・イブ (テレビドラマ)）（監修；1990年10月12日－12月21日）
- OH!我的海带（日语：OH!MYコンブ）（原作、企画；1991年5月4日－9月28日）
- 因為還有明天（日语：あしたがあるから）（企劃；1991年10月18日－12月20日）
- 愛是怎樣的（日语：愛はどうだ）（企劃；1992年4月17日－6月26日）
- 家課（日语：ホームワーク (テレビドラマ)）（企劃協力；1992年10月16日－12月25日）
- 對呀，永別了（日语：アリよさらば）（企劃、原案；1994年）
- 問答惡魔的耳語（日语：クイズ悪魔のささやき）（構成；1994年5月11日－1996年5月8日）
- 最大公約Show（日语：最大公約ショー）（企劃；1995年7月6日－1996年3月7日）
- 筋肉擂台（監修；1995年10月14日－2002年5月5日）
- 閃耀吧日本之星!（日语：輝く日本の星!）（企劃；1996年5月22日－1997年3月12日）
- 玻璃碎片（日语：硝子のかけらたち）（企劃協力；1996年7月12日－9月20日）
- 歌番（構成；1996年10月15日－2010年3月23日）
- 石橋・食譜（日语：イシバシ・レシピ）（監修；2003年10月－2006年3月27日）
- 是吧。（日语：ですよねぇ。）（綜合製作；2006年1月3日－3月23日）
- 久米宏的電視 那傢伙!?（日语：久米宏のテレビってヤツは!?）（監修；2008年10月22日－2009年3月11日）
- Kumepipo! 絕對想見的1001人（日语：クメピポ! 絶対あいたい1001人）（監修；2009年4月15日－7月29日）

#### 朝日電視台
AKB48相關
- 三竹天狗（日语：三竹天狗）（朝日電視台、2006年10月4日－2007年3月2日）
- 鱉女們（日语：すっぽんの女たち）（監修；2010年6月3日－2011年3月31日）
- 鱉女們2（監修；2011年4月7日－9月28日）
- 鱉女們〜歸巢〜（監修；2011年10月5日－2012年3月28日）

其他
- 帥哥（日语：ハンサムマン）（企劃監修；1996年1月8日－3月11日）
- 敲打石橋就笑了～梵高的耳朵～（日语：石橋を叩いて笑う〜ゴッホの耳〜）（企劃監修；2002年12月30日及2003年3月31日）
- EXD44（日语：EXD44）（企劃監修；2016年4月12日起，目前播出3期（日语：シーズン (テレビ)））
- 漂流者（原作、企劃；2021年）
- 首先出布（企劃、原作、劇本；2022年）

#### 其他電視台
AKB48相關
- AKB和××!（讀賣電視台、監修；2010年7月13日－）
- 去吧♡恋48（神奈川電視台、企劃；2011年5月1日－9月25日）
- 乃木坂，在哪裡？（愛知電視台、企劃；2011年10月2日－）
- AKB48短劇「微妙〜」（光TV（日语：ひかりTV）、監修；2011年9月29日－2012年2月23日）
- 微妙～的門 AKB48的真格挑戰（光TV（日语：ひかりTV）、企劃製作；2012年6月29日－2013年3月22日）
- 去吧戀48（神奈川電視台、企劃；2011年5月1日－9月25日）
- AKB48的你、是誰?（NOTTV、企劃；2012年4月2日－）
- AKB0048第1期（企劃監修；2012年4月－7月）
- AKB0048第2期（企劃監修；2013年1月－3月）
- AKB48短喜劇「那裡什麼都沒有…」（日语：AKB48コント「何もそこまで…」）（企劃；2013年7月26日－2014年3月21日）

其他
- 成為歌聲的樹（日语：うたのなる木）（NHK-BS2、監修；1994年4月4日－1995年3月31日）
- 魔法小歌王（日语：カラオケ戦士マイク次郎）（原作、企劃；1994年4月4日－1995年3月11日）
- 小红豆（NHK、原作；1995年4月4日－1998年3月17日）
- 六個天使（日语：シックス・エンジェルズ）（原案、製作總指揮；2002年）
- 有藉口的笨豬跳（日语：ワケありバンジー）（原案監修；2010年7月4日－12月26日）

### 電視劇劇本
- 暴笑三姐妹（日语：笑う三人姉妹）（NHK、2005年5月16日－6月16日）

### 電台廣播
- 秋元康 自己的時間（日语：秋元康 自分の時間）（企劃、出演；2001年10月－2002年3月）
- TOYOTA呈獻 秋元康戲劇性的驅動～永遠和誰在一起～（日语：トヨタプレゼンツ 秋元康のドラマティックドライブ〜いつも誰かと〜）（腳本、監修；2006年10月19日－2008年9月22日）
- AKB48的All Night Nippon（日语：AKB48のオールナイトニッポン）（企劃；2010年4月9日－2019年3月27日）
- TOKYO SPEAKEASY（日语：TOKYO SPEAKEASY）（企劃；2020年4月6日－）

### 舞台
- PSST PSST〜澀柿隊ROCK PERFORMANCE〜（製作）
- 古館伊知郎（日语：古舘伊知郎） TALKING BLUES（綜合製作人）

### 遊戲
- AKB 1/48 愛上偶像（企劃、原案、綜合製作人）
- AKB 1/48 愛上偶像 in 關島（企劃、原案、綜合製作人）
- AKB 1/149 戀愛總選舉（企劃、原案、綜合製作人）

### 廣告
- House食品「Curry Chef」（カリーシェフ）（1996）[30]
- SoftBank 白戸家（日语：白戸家）×お父さん回想する 秋元老师篇 & 代れりになる篇（2015）

## 外部連結
- 秋元康 （页面存档备份，存于） - 755
- 秋元康｜アーティスト｜フジパシフィック音楽出版 （页面存档备份，存于）
- 日本電影資料網 （页面存档备份，存于）
- 国立情報学研究所：国立情報学研究所收錄的論文 （页面存档备份，存于）
- 秋元康的Instagram帳戶